# Fowleria variegata
Fowleria variegata är en fiskart som först beskrevs av Achille Valenciennes 1832.  Fowleria variegata ingår i släktet Fowleria och familjen Apogonidae. Inga underarter finns listade i Catalogue of Life.